# 和泉 (杉並區)
和泉（日语：／ Izumi */?）是東京都杉並區的地名。已實施住居表示。現行行政地名為和泉一丁目至四丁目。郵遞區號168-0063。

## 地理
位於杉並區南部，神田川流經町內。東與方南之間以環七通為界。南與世田谷區松原、世田谷區大原之間以甲州街道為界。西與永福之間以井之頭通為界。北與大宮、堀之內之間以方南通為界。
此地目前有2所小學校，1所中學校，2所私立高校（日本大學鶴丘高等學校、專修大學附屬高等學校）。明治大學和泉校舍在西鄰的永福。
町內以住宅地為主。

## 歷史
江戶時代為「和泉村」。明治時代為「和田堀大字和泉」。1932年（昭和7年）杉並區成立時，同時成立現在的「和泉町」。

### 地名由來
以前此地有座「任何乾旱皆不枯竭」的泉而得名（現已乾涸）。

## 交通

### 鐵路
町內沒有鐵路車站，可利用京王線代田橋站、京王井之頭線永福町站、東京地下鐵丸之內線方南町站。

### 道路
- 井之頭通
- 甲州街道
- 方南通（日语：方南通り）
- 環七通

此外，地域東南端的環七通與甲州街道交差點，稱為大原交差點，是交通要地。

## 寺社
- 和泉熊野神社（日语：和泉熊野神社）－擁有730年的歷史。內有德川家光種植的松樹。
- 貴船神社－熊野神社旁。地名便是來自此地的泉水，現已乾涸。
- 龍光寺

## 備註
1. ↑  杉並区 区政資料 - 統計 - 人口 - 各歳別人口25年 的存檔，存档日期2013-10-22.